# Good on Paper
Good on Paper ist eine amerikanische romantische Komödie aus dem Jahr 2021, die von Kimmy Gatewood in ihrem Regiedebüt nach einem Drehbuch von Iliza Shlesinger inszeniert wurde. Die Hauptdarsteller sind Shlesinger, Ryan Hansen, Margaret Cho und Rebecca Rittenhouse.
Der Film wurde am 23. Juni 2021 von Netflix veröffentlicht.

## Handlung
Andrea ist eine Stand-up-Comedian, die 34 Jahre alt ist. Sie spricht für eine Rolle in einem Film vor, bekommt sie aber nicht. Sie trifft Dennis Kelly am Flughafen und dann im Flugzeug, wo er neben ihr sitzt. 
Dennis erzählt Andrea, dass er in Hedge-Fonds arbeitet und ein Yale-Absolvent ist. Sie scheinen sich sofort zu verstehen. Sie fangen an, zusammen abzuhängen, er hilft ihr, sich auf das Vorsprechen vorzubereiten, und sie werden gute Freunde. Obwohl sie nicht wirklich interessiert ist, macht er sie unter Vorspiegelung falscher Tatsachen betrunken, und sie haben Sex.
Als Andrea und Dennis sich näher kommen, beginnen sie und ihre Freundin Margot zu zweifeln, ob er alles ist, was er behauptet. Es dauert nicht lange, bis sie herausfindet, dass ihr Bauchgefühl richtig war. Er verklagt sie sogar vor Gericht, aber die Gerechtigkeit siegt. Sie erhält eine einstweilige Verfügung und mehr Futter für ihre Stand-up-Routine.

## Produktion
Im April 2020 berichtete das Magazin IndieWire, dass Iliza Shlesinger den Film fertiggestellt habe, bei dem sie die Hauptrolle verkörpert, Kimmy Gatewood Regie geführt und Universal Pictures den Vertrieb übernommen habe.
Die Dreharbeiten begannen im November 2019 und wurden im Dezember 2019 abgeschlossen.

## Veröffentlichung
Der Film erschien am 23. Juni 2021 bei Netflix.

## Rezeption
Auf der Bewertungsplattform Rotten Tomatoes hat der Film eine Zustimmung von 52 % basierend auf 29 Bewertungen, mit einer durchschnittlichen Bewertung von 5/10. Der kritische Konsens auf der Website lautet: „Autorin Iliza Shlesinger findet einige Lacher in den romantischen Mühen des echten Lebens, aber Good on Paper macht einen insgesamt ungeschickten Übergang vom Stand-up zur Leinwand.“ Auf Metacritic hat der Film eine Bewertung von 54 von 100, basierend auf 11 Kritiken, was auf „gemischte oder durchschnittliche Kritiken“ hinweist.